# Сеидов, Саид Юсупович
Саид Юсупович Сеидов (туркм. Said Ýusupowiç Seidow; род. 22 января 1962, Ашхабад) — советский футболист, мастер спорта СССР, заслуженный тренер Туркменистана (2004).

## Клубная карьера
Воспитанник Валерия Непомнящего. Начинал карьеру в ашхабадском «Колхозчи». В дальнейшем выступал за клуб из Узбекской ССР — «Звезда» («Согдиана») Джизак, а также за клубы из Туркменской ССР — «Копетдаг», «Ахал», «Небитчи», «Ниса», «Туран».
Большую часть спортивной карьеры выступал на позиции полузащитника.

## Тренерская карьера
В 1996—1998 годах был главным тренером ФК «Бюзмейин» (Безмеин).
В 1999—2000 годах работал старшим тренером в ФК «Галкан» (Ашхабад).
В 2000—2004 годах старший тренер в ФК «Ниса» (Ашхабад).
2002 г. — Молодёжная сборная Туркменистана по футболу — старший тренер.
2003—2004 г. Национальная сборная Туркменистана по футболу — старший тренер. За выход в финал чемпионата Азии в Китае было присвоено звание Заслуженного тренера Туркменистана по футболу.
2005—2006 г. ФК «Навбахор» (г. Наманган, Узбекистан) — тренер.
2006 г. — ФК «Шуртан» (г. Гузар, Узбекистан) — тренер.
2007—2010 г. Академия ФК «Машъал» (г. Мубарек, Узбекистан) — главный тренер.
2010 г. — ФК «Насаф» (г. Карши, Узбекистан) — тренер дублирующего состава.
2011—2012 г. ФК «Шуртан» (г. Гузар, Узбекистан) — старший тренер.
2014 г. ФК «Бухара» (Узбекистан) — врио главного тренера.
С 2015 года — главный тренер ашхабадского «Копетдага», вывел команду в высшую лигу Туркменистана. В первый же год работы «Копетдаг» победила в первой лиге Туркменистана и получил право выступать в высшей лиге Туркменистана. В 2018 году под его руководством «Копетдаг» стал обладателем Кубка Туркменистана по футболу. Покинул свой пост по собственному желанию в мае 2019 года.
В августе 2019 года назначен главным тренером футбольного клуба «Ашхабад». Покинул команду летом 2020 года.
В августе 2020 года назначен главным тренером футбольного клуба «Ахал».
В апреле 2021 года вошёл в тренерский штаб Мухадова в сборной Туркменистана.

## Образование
В 1986—1991 годах обучался в Туркменском государственном институте физической культуры и спорта.
Имеет тренерские лицензии «В», «А», PRO.

## Семья
Женат. В браке с 1981 года. Две дочери и сын. 

## Примечание
1. ↑ Футбол: Пахтакор — Шуртан — 6:4 — Новости Узбекистана — UzReport.uz
2. ↑ Новости
3. ↑ Seid Seidov: «Men zamonaviy futbol tarafdoriman»
4. ↑ «БУХОРО» Профессионал Футбол Клуби
5. ↑ Возрождаемый «Копетдаг» нанёс поражение старожилу высшей лиги в матче открытия Кубка Туркменистана по футболу